# حقوق سرمایه‌گذاری خارجی
حقوق سرمایه‌گذاری خارجی شاخه‌ای از حقوق تجارت بین‌الملل است که در آن ضوابط و قوانین مربوط به سرمایه‌گذاری مستقیم یا غیرمستقیم در یک کشور خارجی مورد بحث قرار می‌گیرد.
این رشته مباحث بسیار زیادی را شامل می‌شود. سرمایه‌گذاری خارجی به دو شاخه عمده تقسیم می‌شود. اول سرمایه‌گذاری مستقیم خارجی و دیگر سرمایه‌گذاری غیر مستقیم.
سرمایه‌گذاری مستقیم یعنی دخالت مستقیم در بازار کار و سرمایه یک کشور خارجی از طریق وارد کردن سرمایه یا ا یجاد شرکت در آن کشور یا سهیم شدن در یک شرکت موجود بحدی که سرمایه‌گذار بتواند در آن شرکت تأثیرگذار باشد.
سرمایه‌گذاری غیرمستقیم به صورت خرید سهام و موارد مشابه در یک کشورخارجی است بدون اینکه خریدار در تصمیم گیری‌های مربوط به سرمایه مؤثر باشد. 
در نظام تقنینی ما سرمایه‌گذاری مستقیم  و غیرمستقیم در همه حوزه‌های اقتصادی و تجاری که  بخش خصوصی  مجاز به فعالیت در ان است. امکانپذیر می‌باشد. اما در بخش عمومی و دولتی سرمایه‌گذاری تنهاید باید در چارجوب تربیات قراردادی( مشارکت مدنی(جوینت ونجر) قرارداد بای بک، بی او تی ) صورت گیرد.
اهم مباحثی که در حقوق سرمایه‌گذاری خارجی مطرح می‌شود می‌توان به شرح ذیل خلاصه نمود.
1. تعریف سرمایه‌گذاری مستقیم خارجی
2. تفاوت سرمایه‌گذاری خارجی و تجارت بین‌الملل
3. اشکال سرمایه‌گذاری خارجی
4. عوامل جذب سرمایه‌گذاری خارجی
5. معاهدات دوجانبه سرمایه گذاری
6. شرط  التزام در معاهدات دوجانبه سرمایه گذاری
7. شرط کامله الوداد در معاهدات دوجانبه سرمایه گذاری
8. قانون جلب و حمایت از سرمایه‌گذاری در ایران
9. قوانین مالیاتی  و مالیات مضاعف مؤثر در سرمایه گذاری
10. شرط رفتار ملی و شرط رفتار بین‌المللی در سرمایه‌گذاری خارجی
11. جبران خسارت در سلب مالکیت
12. قراردادهای سرمایه‌گذاری و انواع آنها
13. مراکز بین‌المللی برای مساعدت سرمایه‌گذاری خارجی
14. بیمه سرمایه‌گذاری خارجی
15. ملی کردن سرمایه‌گذاری  و انواع آن
16. حل و فصل اختلافات ناشی از سرمایه‌گذاری خارجی
17. داوری اختلافات سرمایه‌گذاری و قواعد آن[۴]

قانون سرمایه گذاری خارجی در ایران قانون ایران از سال 1334 شمسی حمایت کننده سرمایه گذاری خارجی بوده است. در سال 1381 نیز قانونی با عنوان " قانون تشویق و حمایت سرمایه گذاری خارجی" به تصویب رسید که در راستای اصلاح ساختار اقتصادی کشور بود. در واقع این قانون جایگزین قانون " جلب و حمایت سرمایه های خارجی" در سال 1334 بود که این جایگزینی محیط فعالیت سرمایه گذاران خارجی را فعال تر کرد.

#### نکات مهم قانون تشویق و حمایت سرمایه گذاری خارجی
١. دولت جمهوری اسلامی ایران از سرمایه گذاری اشخاص حقیقی و اشخاص حقوقی خارجی در کلیه حوزه های فعالیت های اقتصادی استقبال می کند.
٢. این قانون امنیت کامل را در مقابل ریسک های غیر تجاری فراهم نموده است.
٣. قانون تشویق و حمایت سرمایه گذاری خارجی تسهیلات فراوانی را در راستای تامین منافع سرمایه گذاران خارجی فراهم کرده است.
۴. امکان سرمایه گذاری خارجی در کلیه عرصه ها به جز حوزه ی تسهیلات, مهمات و امنیت ملی برای سرمایه گذاران خارجی وجود دارد.